# Paul Fryer (natation)
 (décembre 2021).
Pour les articles homonymes, voir Paul Fryer.
Paul Fryer, né en 1973, est un nageur sud-africain.

## Carrière
Paul Fryer remporte en 1992 le Midmar Mile (en), l'une des plus larges épreuves de nage en eau libre.
Il dispute les Jeux du Commonwealth de 1994 à Victoria, terminant cinquième des finales des relais 4 x 100 mètres nage libre, 4 x 200 mètres nage libre et 4 x 100 mètres quatre nages.
Il est médaillé d'or des relais 4 x 100 mètres nage libre, 4 x 200 mètres nage libre et 4 x 100 mètres quatre nages aux Jeux africains de 1995 à Harare,.
Il devient par la suite entraîneur de natation, tout d'abord à l'Albatross Swim Club, qu'il fonde avec sa femme Tania en 2001, puis au Waterborn Swimming Club en avril 2014.